# Бородастик чорновусий
Бородастик чорновусий (Psilopogon incognitus) — вид дятлоподібних птахів родини бородастикових (Megalaimidae).

## Поширення
Вид поширений в Південно-Східній Азії. Трапляється в Лаосі, В'єтнамі, Камбоджі, Таїланді та на півдні М'янми. Населяє широколистяні вічнозелені ліси.

## Опис
Тіло завдовжки до 23 см. Це пухкий птах, з короткою шиєю, великою головою і коротким хвостом. Тіло зеленого кольору, горло синє. Над оком та від основи дзьоба проходять чорні смуги. 
У різних підвидах верхівка голови зеленого, червоного або жовтого кольору. Дзьоб міцний, темно-коричневий.